# Bombardamento di Scarborough, Hartlepool e Whitby
Il bombardamento di Scarborough, Hartlepool e Whitby, del 16 dicembre 1914, fu un bombardamento navale effettuato dalla Hochseeflotte contro le città portuali di Scarborough, Hartlepool e Whitby, causando 137 morti e 592 feriti, molti dei quali civili. L'attacco ebbe molta risonanza in Gran Bretagna e creò un moto d'indignazione contro la Germania.

## Antefatto
L'ammiraglio Friedrich von Ingenohl decise di effettuare un altro raid sulle coste inglesi nel tentativo di attirare una parte della flotta britannica per distruggerla in combattimento.
Il 16 novembre, il contrammiraglio Franz von Hipper (comandante della squadra di incrociatori da battaglia) persuase il suo superiore, l'ammiraglio von Ingenohl a chiedere al Kaiser il permesso di condurre un'azione contro le coste inglesi. Il sommergibile SM U-17 fu inviato in ricognizione nella zona di Scarborough e Hartlepool per valutare le difese costiere. Il sottomarino rilevò l'assenza di difese costiere rilevanti, nessun campo minato entro 12 miglia dalla costa e un continuo flusso di navi da trasporto. Si considerava, inoltre, che due incrociatori da battaglia britannici (le unità veloci che venivano inviate per prime in ricognizione) erano stati inviati in Sud America, dove l'8 dicembre presero parte alla Battaglia delle Isole Falkland.
Il 26 agosto 1914, l'incrociatore leggero tedesco SMS  Magdeburg si era arenato nel golfo di Finlandia. Il relitto fu catturato dalla marina russa, che rinvenne, intatti, i codici della marina tedesca, insieme alle carte di navigazione del Mare del Nord. Questi documenti furono inviati alla marina britannica. Il dipartimento di crittoanalisi dell'Ammiragliato, Room 40 ("stanza 40" in lingua inglese) iniziò a decrittare i messaggi della marina tedesca ed il 14 dicembre intercettò un messaggio relativo al piano per bombardare Scarborough. Comunque i dettagli del piano rimasero sconosciuti, e fu dedotto che, come nel precedente bombardamento la maggior parte della flotta tedesca sarebbe rimasta in porto, al sicuro. I quattro incrociatori da battaglia del viceammiraglio Beatty, scortati dal 3rd Cruiser Squadron (terza squadra incrociatori) e dal 1st Light Cruiser Squadron (prima squadra incrociatori leggeri), insieme al 2nd Battle Squadron (seconda squadra da battaglia) composta da sei navi da battaglia, furono schierate per tendere un'imboscata alla squadra di Hipper.

## Il bombardamento
Alle 03:20 del 15 dicembre, gli incrociatori da battaglia Seydlitz, Moltke, Derfflinger, Von der Tann, Blücher, insieme agli incrociatori leggeri Kolberg, Strassburg, Stralsund, e Graudenz, e due squadre di torpediniere, lasciarono l'estuario dello Jade e si diressero verso la costa inglese. Le navi fecero rotta verso nord passando l'isola di Helgoland, finché raggiunsero il faro di Horns Rev lungo la costa danese, dove deviarono a ovest verso Scarborough. dodici ore dopo Hipper lasciò il porto di Jade, con la Hochseeflotte, comprendente 14 navi da battaglia 8 corazzate e una flotta di copertura composta da due incrociatori corazzati, 7 incrociatori leggeri, e 54 torpediniere, che navigava a distanza per fornire copertura tattica.
Nella notte del 15 dicembre, la Hochseeflotte avvistò i cacciatorpediniere britannici. Temendo un attacco notturno da parte delle torpediniere, l'ammiraglio Ingenohl ordinò alle sue navi di ritirarsi. Hipper rimase all'oscuro della ritirata di Ingenohl, e continuò la sua missione. Prima di raggiungere la costa inglese, la squadra di Hipper si divise in due gruppi. Seydlitz, Moltke, e Blücher andarono verso nord per colpire Hartlepool, mentre Von der Tann e Derfflinger andarono a sud per bombardare Scarborough e Whitby. durante il bombardamento di Hartlepool, la Moltke fu colpita da un proiettile da 152 mm delle batterie costiere, che causò pochi danni al ponte e nessun ferito. La Blücher fu colpita sei volte e la Seydlitz tre volte dalle batterie costiere. Alle 09:45 del 16 dicembre, i due gruppi si riunirono e iniziarono a dirigersi verso est.

La posizione reciproca delle flotte in campo la mattina del 16 dicembre

In quel momento, gli incrociatori di Beatty erano già in posizione per bloccare la rotta di fuga di Hipper, mentre il grosso delle forze britanniche si stava disponendo per completare l'accerchiamento. Alle 12:25, gli incrociatori leggeri del II Scouting Group iniziarono ad avanzare davanti alla flotta britannica per localizzare le navi di Hipper. Uno degli incrociatori della 2nd Light Cruiser Squadron avvistò l'incrociatore leggero Stralsund e segnalò la sua posizione al viceammiraglio Beatty. Alle 12:30, Beatty diresse le sue navi verso la posizione segnalata. Beatty riteneva che lo Stralsund fosse l'avanguardia della flotta di Hipper, ma, in realtà, gli incrociatori avvistati erano ben 50 km (31 mi) più avanti. Il 2nd Light Cruiser Squadron, che stava scortando le navi di Beatty, si disimpegnò per inseguire gli incrociatori tedeschi, ma un segnale mal interpretato li portò a riposizionarsi a protezione della flotta ed a rinunciare all'inseguimento. Questo errore permise agli incrociatori leggeri tedeschi di fuggire e permise ad Hipper di conoscere la presenza della squadra di Beatty. Gli incrociatori da battaglia di Hipper si diressero verso nord-est evitando la squadra britannica.

## Conseguenze
Sia i tedeschi che i britannici erano insoddisfatti per non aver ingaggiato efficacemente l'avversario. La reputazione dell'ammiraglio Ingenohl soffrì della apparente timidezza mostrata. Il capitano della Moltke espresse tutto il suo disappunto; affermò che Ingenohl si era ritirato "perché aveva paura di undici cacciatorpediniere inglesi che potevano essere eliminati […] sotto l'attuale comando non otterremo nessun risultato." La storiografia ufficiale tedesca critica Ingenohl per non aver utilizzato le sue forze da ricognizione per determinare le forze messe in campo dai britannici: "prese una decisione che, non solo poteva compromettere le sue forze presso le coste inglesi, ma anche perse l'occasione per ottenere una certa e importante vittoria."